# Йохан Георг Ваглер
Йохан Георг Ваглер (на немски: Johann Georg Wagler) е германски зоолог, работил главно в областта на херпетологията. Роден е през 1800 година. Той е асистент на Йохан Баптист фон Спикс и след неговата смърт през 1826 година го наследява на поста директор на Зоологическия музей при Мюнхенския университет. Ваглер умира през 1832 година при инцидент с огнестрелно оръжие.